# Підсилювальний каскад зі спільним колектором

Емітерний повторювач на основі npn-транзистора

Схема підсилювача на емітерному повторювачі, що використовується на практиці. Резистори R_{1} і R_{2} задають початковий режим роботи транзистора («зсув»), C_{1} й C_{2} усувають постійну складову вхідного і вихідного сигналів

Емітерний повторювач — окремий випадок повторювачів напруги на основі біполярного транзистора. Характеризується високим підсиленням по струму і коефіцієнтом передачі по напрузі, близьким до одиниці. При цьому вхідний опір відносно великий (проте він менший, ніж вхідний опір стокового повторювача), а вихідний — малий.
У емітерному повторювачі використовується схема підключення транзистора зі спільним колектором (СК). Тобто напруга живлення подається на колектор, а вихідний сигнал знімається з емітера. Внаслідок чого утворюється 100 % від'ємний зворотний зв'язок по напрузі, що дозволяє значно зменшити нелінійні спотворення, що виникають при роботі. Слід також відзначити, що фази вхідного і вихідного сигналу збігаються. Така схема включення використовується для побудови вхідних підсилювачів, у випадку якщо вихідний опір джерела великий, а також як вихідні каскади підсилювачів потужності.
Вихідні дані
{\displaystyle I_{\text{вих}}=I_{\text{е}}}
{\displaystyle I_{\text{вх}}=I_{\text{б}}}
{\displaystyle U_{\text{вх}}=U_{\text{бк}}}
{\displaystyle U_{\text{вих}}=U_{\text{ке}}}
- Коефіцієнт підсилення по струму: Iвих/Iвх=Iе/Iб=Iе/(Iе-Iк) = 1/(1-α) = β [β>>1]
- Вхідний опір: Rвх=Uвх/Iвх=(Uбе+Uке)/Iб

Переваги
- Великий вхідний опір
- Малий вихідний опір

Недоліки
- Коефіцієнт підсилення по напрузі менше 1